# Carmen Climent
Carmen Climent Roca (Bilbao, Vizcaya, 13 de febrero de 1996) es una actriz de cine, teatro y televisión española.
Es conocida por sus papeles en distintas películas y series como Cuéntame cómo pasó (La 1), Terror.app (Flooxer) o Alardea (ETB1). En teatro, ha trabajado en distintas producciones teatrales como Sueño de una noche de verano (2014), Verano de Cristal (2015), Luna On Beat, sobre ruedas (2018), La leyenda del tiempo (2019) o Madrid 24h (2021).

## Biografía
Carmen Climent es una actriz bilbaína, que proviene de una familia de músicos valencianos, lo que la hizo convivir con la música desde pequeña. Sus padres son naturales de Tavernes de la Valldigna en Valencia, pero se trasladaron a Bilbao por su padre, Rafa Climent, que es miembro de la banda municipal de música de Bilbao desde hace 30 años.
Se formó en arte dramático e interpretación con David Valdelvira y Marina Shimanskaya, en la Escuela de arte dramático Ánima Eskola, formándose como actriz de método, bajo la metodología Stanislavsky-Vajtángov-M.Chéjov-Meyerhold (método ruso). Allí coincidió con los actores Nerea Elizalde, Julen Guerrero, Lorea Lyons y Ane Inés Landeta, junto con los que estudió. Posteriormente, se formó con clases de cine con Richard Sahagún.
En el año 2014 interpretó la obra Sueño de una noche de verano de William Shakespeare, una producción dirigida por el director de escena David Valdelvira y escenificada en el Teatro Campos Elíseos, y con Estela Celdrán como asistente de dirección, junto a Nerea Elizalde, Julen Guerrero, Lorea Lyons y Ane Inés Landeta, entre otros miembros del reparto. La producción tuvo una notable acogida y se escenificó en varias ocasiones entre los años 2014 y 2015. La producción teatral fue premiada con el Premio Buero Vallejo (2015), en la XII edición de los premios.
En el año 2015, interpretó la obra Diálogos Imposibles, una producción dirigida por Marina Shimanskaya y escenificada en el Teatro Campos Elíseos, un montaje basado en las obras La gaviota, El jardín de los cerezos y Las tres hermanas de Antón Chéjov y en la poesía de Gustavo Adolfo Bécquer, junto a Nerea Elizalde, Lorea Lyons y Ane Inés Landeta, entre otros miembros del reparto.
En 2015 entra a formar parte de la Compañía hACERÍA de Bilbao con la que representa más de 30 funciones en las obras: Verano de Cristal y La tristeza del caracol. En el año 2019 protagoniza uno de los montajes más ambiciosos del Teatro Pavón Kamikaze: La leyenda del tiempo, a partir de Así que pasen cinco años de Federico García Lorca, bajo la dirección de Carlota Ferrer y Darío Facal.
También se formó en canto musical y lírico y en danza clásica con Igor Yebra, danza contemporánea, jazz y claqué, en música con Roberto Bienzobas y en danza con Rakel Rodríguez. Como bailarina ha participado en la compañía de baile de Rakel Rodríguez.
Forma parte de la compañía de teatro ¨hACERIA¨ y ha formado parte de diferentes musicales en diferentes partes de España, protagonizando musicales como Luna, sobre ruedas.
En diciembre de 2018 comenzó a grabar su interpretación de María Alcántara en la serie Cuéntame cómo pasó de La 1 tras la salida de Paula Gallego. En 2023 la serie llegó a su fin, tras 23 temporadas y 22 años en emisión.
En 2019 Atresmedia la incorporó de protagonista para su canal web Flooxer en la serie Terror.app y en 2020 EITB Media la incorporó para la miniserie vasca en euskera Alardea, sobre la celebración del Alarde, junto a la actriz Itziar Ituño, entre otros miembros del reparto.

## Vida personal
Climent es hija del músico y clarinetista Rafael Climent, músico integrante de la Banda de Música de Bilbao durante más de treinta años. Actualmente vive en Madrid.
Climent mantuvo una relación con el actor, cantante y bailarín Sergio Wolbers, conocido por las series Amar es para siempre, El príncipe o Hospital Central. Desde el 2020 mantiene una relación con el diseñador web Alejandro Fernández.

## Filmografía

### Televisión
| Año         | Serie              | Canal   | Personaje       | Notas        | Ref.                 |
| ----------- | ------------------ | ------- | --------------- | ------------ | -------------------- |
| 2019        | Terror.app         | Flooxer | Clara           | 6 episodios  | [ 32 ] [ 33 ] [ 34 ] |
| 2019 - 2023 | Cuéntame cómo pasó | La 1    | María Alcántara | 69 episodios | [ 25 ]               |
| 2020        | Alardea            | ETB1    | Jone            | 4 episodios  | [ 27 ] [ 28 ]        |

### Cine
| Año  | Película | Director         | Personaje | Notas        | Ref.          |
| ---- | -------- | ---------------- | --------- | ------------ | ------------- |
| 2020 | Regina   | Lander Ibarretxe | Carmen    | cortometraje | [ 35 ] [ 36 ] |

### Teatro
| Año  | Obra de teatro               | Director                     | Personaje | Notas | Ref.                 |
| ---- | ---------------------------- | ---------------------------- | --------- | --- | -------------------- |
| 2022 | ContraAna                    | Paco Montes                  |           | Dramaturgia de Alma García. | [ 37 ] [ 38 ] [ 39 ] |
| 2021 | Madrid 24h                   | Marc Flynn y Dídac Flores    |           | Teatro musical. Con Víctor Elías al piano. | [ 40 ] [ 41 ]        |
| 2019 | La leyenda del tiempo        | Carlota Ferrer y Darío Facal |           | Basado en la obra Así que pasen cinco años de Federico García Lorca                                                                                           | [ 42 ] [ 43 ]        |
| 2018 | Luna On Beat, sobre ruedas   | Antonio Martín Regueira      | Luna      | Teatro musical basado en las series Soy Luna y Violetta de Disney Channel                                                                                     | [ 44 ]               |
| 2015 | La tristeza del Caracol      | Richard Sahagún              |           | hACERÍA | [ 45 ] [ 46 ]        |
| 2015 | Verano de Cristal            | Richard Sahagún              |           | hACERÍA / Basado en la obra De repente, el último verano de Tennessee Williams                                                                                | [ 47 ] [ 48 ] [ 49 ] |
| 2015 | Diálogos Imposibles          | Marina Shimanskaya           |           | Teatro Campos Elíseos / Basado en las obras La gaviota, El jardín de los cerezos y Las tres hermanas de Antón Chéjov y en la poesía de Gustavo Adolfo Bécquer |                      |
| 2014 | Sueño de una noche de verano | David Valdelvira             |           | Teatro Campos Elíseos / Premio Buero de Teatro (2015) | [ 9 ] [ 50 ]         |

## Premios y nominaciones

### Premios Buero Vallejo
| Año  | Categoría                                       | Por                          | Resultado | Referencias   |
| ---- | ----------------------------------------------- | ---------------------------- | --------- | ------------- |
| 2015 | Mejor montaje/producción/representación teatral | Sueño de una noche de verano | Ganadores | [ 14 ] [ 16 ] |